# Hunaland
För information om det fiktiva landet Hunaland, se Kampen i ringen.
Hunaland och Hunafolk är ett land som omnämns på flera ställen i den poetiska Eddan och de mytiska fornsagorna. Landet är till sin upprinnelse dels frankernas land, vilka med ett gammalt namn kallades hugones på latin och hūgas på anglosaxiska, dels hunnernas. Den frankiske Sigurd Fafnesbane kallas i hjältesångerna "den hunske konungen", "hunske hjälten". Där talas också om hunska kämpar, tärnor, hästar och så vidare.
I Hervararsagan och Vilkinasagan m.fl. berättas även mycket om Hunaland, dess konungar och krigshärar. I dessa mytiska fornskrifter är Hunaland ett fabelland, som med poetisk frihet flyttas omkring till olika trakter, allteftersom hjältens bedrifter kräver. Det åtskiljs från andra länder genom gränsskogen Myrkviðr, det vill säga "den mörka skogen", men förläggs än långt i söder, än högt uppe i norden vid Bjarmaland; än gränsar det till Reidgotaland, än finner man det i olika delar av Tyskland, än på bägge sidor av Bottniska viken ända ned till Gästrikland.